# Jiří Corvin

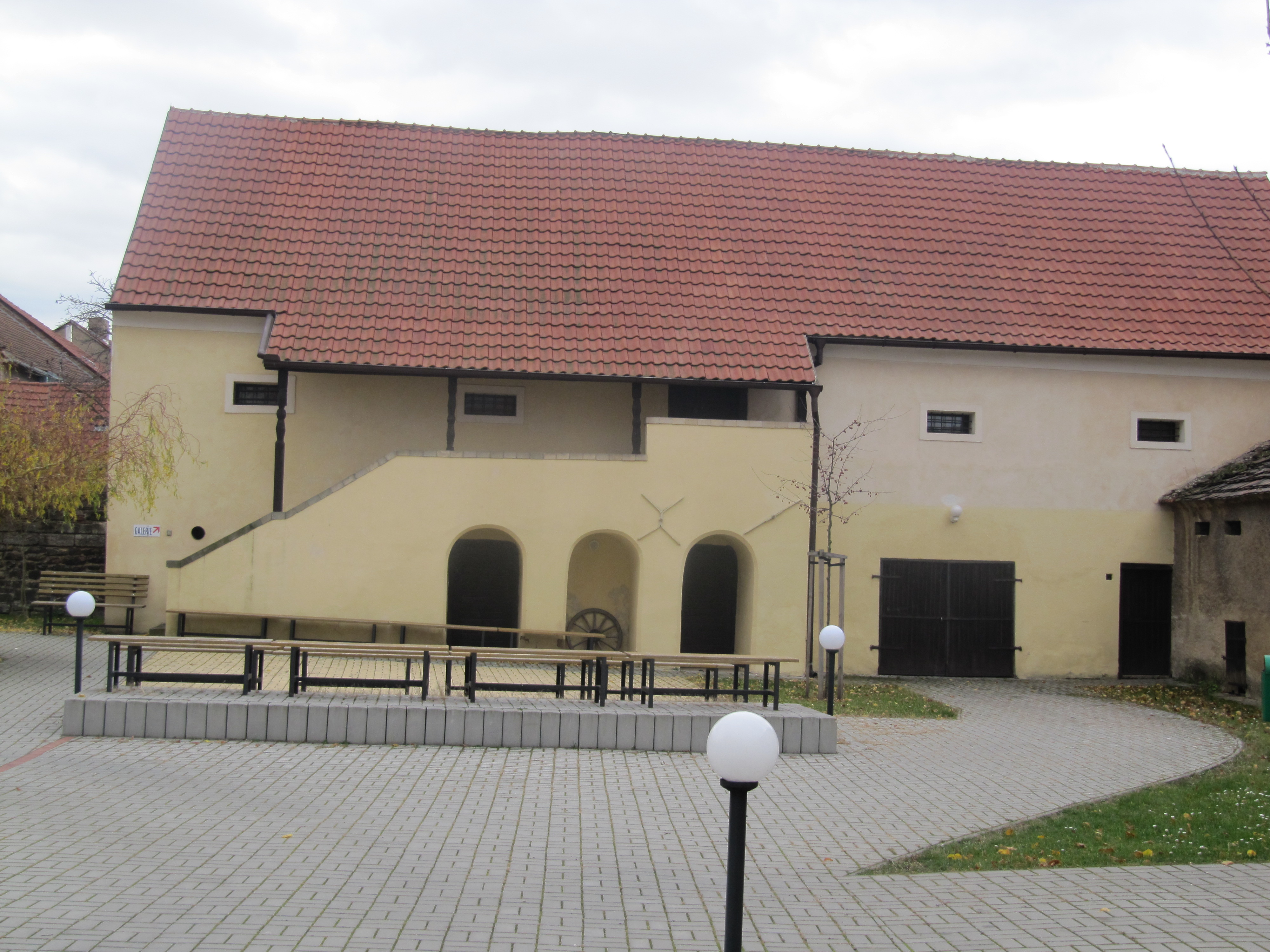
Galerie J. Corvina ve Velvarech

Jiří Corvin (15. června 1931 Praha – 17. července 2004 Praha) byl český akademický malíř.

## Život
Jiří Corvin se narodil v Nové Vsi u Velvar[zdroj?], kde prožil své dětství. Nejprve se vyučil zahradníkem (jeho dědeček měl zahradnictví). V roce 1958 ukončil studium na Akademii výtvarných umění v Praze (profesoři Ján Želibský a Karel Minář).
Vystavoval v řadě měst: Slaný, Kralupy nad Vltavou, Mělník, Rakovník, Klášterec nad Ohří, Velvary. V roce 1961 jako stipendista UNESCO v Paříži – Jeunes Peitres du Monde a Paris. V zahraničí vystavoval v Moskvě, Paříži, Compiégne, Montréalu. Jeho přítelem z řad umělců se stal Ladislav Čepelák. Společně s ním vystavoval v Nové síni (1962) a v Západním Berlíně (1971). V roce 1967 v Klubu školství v Praze, v roce 1981 měl samostatnou výstavu v České Lípě.
Realizoval vstupní expozice zámků v Zákupech, Krásném Dvoře. Je autorem nástěnné výzdoby vstupu Okresního archivu v České Lípě a keramického průčelí vstupních prostor a mozaiky v areálu budov VŠCHT v Praze 4 na Chodově. V roce 1983 vystavoval litografie v Tompkins Square Gallery v New Yorku. V říjnu a listopadu 1983 proběhla výstava jeho děl v Nové síni v Praze.
Tvorba Jiřího Corvina tematicky vychází ze zemědělské krajiny mezi Slaným a Louny. Přírodu vnímal jako malíř-hospodář. Zajímala ho její podoba, forma opracování člověkem, proměnlivost, trvalost, ale i postupný zánik. Jiří Corvin má stálou expozici děl v budově Špýcharu Městského Muzea ve Velvarech.